# دنباله‌دار سی/۲۰۱۹ یو۶ (لیمون)
سی/۲۰۱۹ یو۶ (لیمون) (به انگلیسی: C/2019 U6 (LEMMON)) یک ستاره دنباله‌دار با دورهٔ تناوب طولانی است که در ۳۱ اکتبر ۲۰۱۹ توسط رصدخانه‌ای در کوه لیمون کشف شد. در ۱۸ ژوئن ۲۰۲۰ نزدیکترین رویکرد خود به خورشید را انجام داد. در ژوئن ۲۰۲۰ با قدر ظاهری درجه ۶ برای چشم غیرمسلح نمایان شد. این دنباله‌دار سومین ستاره روشن و پرنور پس از دنباله‌دار نئووایز (سی/۲۰۲۰ اف۳) و دنباله‌دار سوان می‌باشد. نزدیکترین فاصله دنباله‌دار در تاریخ ۲۹ ژوئن ۲۰۲۰ به زمین ۰٫۰۲۸۸ واحد نجومی معادل ۱۲۳ میلیون کیلومتر یا ۳۲۰ فاصله قمری بوده است.